# Brandin Cooks
Brandin Cooks (Stockton, 25 settembre 1993) è un giocatore di football americano statunitense che milita nel ruolo di wide receiver per i New Orleans Saints della National Football League (NFL). Fu scelto come 20º assoluto nel Draft NFL 2014. Al college ha giocato a football a Oregon State.

## Carriera universitaria
Cooks giocò con gli Oregon State Beavers dal 2011 al 2013. Nell'ultima stagione ricevette 128 passaggi per 1.730 receiving yard (entrambi record della Pac-12 Conference)) e segnò 16 touchdown. Solamente per quattro volte non riuscì a ricevere 100 yard e per due volte superò le 200 yard. A fine anno fu premiato con il Fred Biletnikoff Award, assegnato al miglior ricevitore nel college football, e come All-American. Il 2 gennaio 2014 annunciò che avrebbe rinunciato all'ultimo anno al college per rendersi eleggibile nel Draft NFL.
Vittorie e riconoscimenti
- Fred Biletnikoff Award (2013)
- Consensus All-American (2013)
- First-team All-Pac-12 (2013)

## Carriera professionistica

### New Orleans Saints
Gilbert era classificato come uno dei migliori ricevitori selezionabili nel Draft 2014, venendo pronosticato come una della seconda metà del primo giro da NFL.com. Fu scelto come 20º assoluto dai New Orleans Saints. Indicato a inizio stagione come uno dei possibili favoriti per il premio di rookie dell'anno, nella gara di debutto in carriera ricevette 7 passaggi per 77 yard e un touchdown contro gli Atlanta Falcons. Nella gara della settimana 8 segnò due touchdown, uno su ricezione da 50 yard e uno su una corsa da 4 yard, contribuendo a interrompere una striscia di quattro vittorie consecutive dei Green Bay Packers. Nella settimana 11 contro i Bengals si fratturò un pollice, venendo costretto a chiudere in anticipo la sua promettente stagione da rookie, terminata con 53 ricezioni per 550 yard e 4 touchdown (tre su ricezione e uno su corsa) in dieci presenze, sette delle quali come titolare.
Nel 2015 Cooks guidò i Saints sia in yard ricevute (1.138) che in touchdown su ricezione (9), giocando tutte le 16 partite, di cui 13 come titolare.

### New England Patriots
Il 10 marzo 2017, Cooks fu scambiato con i New England Patriots in cambio della 32ª scelta assoluta del Draft NFL 2017. I primi due touchdown con la nuova maglia li ricevette nella vittoria del terzo turno contro gli Houston Texans da Tom Brady. A fine anno raggiunse il Super Bowl LII, perso contro i Philadelphia Eagles.

### Los Angeles Rams
Il 3 aprile 2018 i Patriots scambiarono Cooks e una scelta del quarto giro con i Los Angeles Rams per una scelta del primo e del sesto giro. Nei playoff, i Rams batterono i Cowboys e i Saints, qualificandosi per il loro primo Super Bowl dal 2001, perso contro i New England Patriots..

### Houston Texans
Il 9 aprile 2020 Cooks fu scambiato con gli Houston Texans.

### Dallas Cowboys
Il 19 marzo 2023 Cooks fu scambiato con i Dallas Cowboys per una scelta del quinto e del sesto giro del draft. Divenne così il terzo giocatore della storia dopo Eric Dickerson e Kiko Alonso a venire scambiato per quattro volte in carriera. Nel decimo turno contro i New York Giants disputò una delle sue migliori prestazioni ricevendo 9 passaggi per 173 yard (più di quante ne aveva fatte registrare nel resto della stagione) e un touchdown nella vittoria per 49-17.

### Ritorno ai New Orleans Saints
Il 21 marzo 2025 Cooks firmò un contratto biennale del valore di 11 milioni di dollari per fare ritorno ai New Orleans Saints.

## Palmarès

### Franchigia
- American Football Conference Championship: 1

New England Patriots: 2017
- National Football Conference Championship: 1

Los Angeles Rams: 2018